# Jacques Cartier
Jacques Cartier (Saint-Malo, Francuska, 31. prosinca 1491. – 1. rujna 1557.) je bio francuski istraživač i jedan od glavnih istraživača Kanade, odnosno, sjevernog dijela sjevernoameričkog kontinenta koji će u narednim stoljećima postati Kanadom. 

## Životopis

### Rani život
Jacques Cartier je rođen 1491. u gradu Saint-Malo, luci na sjeverozapadnoj obali Bretanje. Cartier, koji je bio ugledan pomorac, unaprijedio je društveni status oženivši 1520. Mary Catherine des Granches, članicu ugledne obitelji. Da je bio ugledan u Saint-Malo govore česti zapisima u podacima o krštenjima gdje se navodi kao kum ili svjedok.

### Prvo putovanje
Godine 1534. vojvodstvo Bretanje službeno je ujedinjeno s Francuskom, a Cartiera je kralju Franji I. predstavio Jean le Veneur, biskup Saint-Maloa i opat Mont-Saint-Michela, u samostanu "Manoir de Brion".
Kralj Francuske Franjo I. ga je izabrao da nađe "certaines îles et pays où l'on dit qu'il se doit trouver grande quantité d'or et autres riches choses" ("neke otoke i zemlje gdje navodno postoji mnogo zlata i drugih bogatstva"). 1534. godine počinje putovanje s dva broda i 61 čanom posade, kako bi našao zapadni put do Azije. Istraživao je dijelove današnjeg Newfoundlanda (počevši 10. svibnja te godine) i Kanadsko primorje. Kad je saznao o rijeci prema zapadu (rijeka Svetog Lovre), mislio je da bi to mogao biti Sjeverozapadni prolaz. Iskrcao se je prvi put na današnjem Gaspéu (Québec), gdje je postavio križ i objavio da to područje pripada Francuskoj. Onda je nastavio (brodom) do grada Québeca, tada poznat kao Stadacona.
Cartierova prva dva susreta s domorocima dogodila su se na sjevernoj strani zaljeva Chaleur, te su to najvjerojatnije bili Mi'kmaq indijanci. Susreti su bili kratki, uz nešto trgovanja. Treći susret bio je na obali zaljeva Gaspé, sa skupinom Iroquois Indijanaca, kada je zabio 10 metarski križ i prisvoji zemlju u ime kralja Francuske. Nakon toga dolazi do promjene odnosa lokalnih plemena prema Cartieru što govori da su shvatili njihove namjere. Kada je poglavica (najvjerojatnije Donnacona, poglavica sela Stadacona) s bratom i sinovima došao na brod protestirati zbog križa, biva zarobljen. Dva sina poglavara, Domagaya i Taignoagnya, Cartier je odlučio vratiti sa sobom u Europu. Poglavica je na kraju pristao da ih se odvede u Europu pod uvjetom da se vrate s europskim predmetima za trgovinu. Cartier se vratio u Francusku u rujnu 1534., siguran da je došao do Azije.

### Drugo putovanje
Cartier je počeo drugo putovanje 19. svibnja sljedeće godine s 3 broda, 110 ljudi i otetim dječacima (koji bi bili vraćeni poglavaru). Putovao je uzvodno do huronskog sela Stadacona i iroquoiskog sela Hochelaga (Montréal) i stigao je 2. listopada 1535. Čuo je o zemlji Saguenay koja je trebala biti puna zlata i drugih bogatstva.
Kada je stigao do Stadacona, usidrio je dva broda, te s najmanjim nastavio dalje rijekom, do sela Hochelaga (danas Montreal), gdje je stigao 2. listopada 1535. Putovanje nije mogao dalje nastaviti kako je rijeka bila blokirana zs plovidbu brzacima. Siguran kako je rijeka Sjeverozapadni prolaz, te jedino što ga dijeli do Kine su brzaci, naselje koje je nastalo na mjestu nazvano je prema francuskoj riječi za Kinu La Chine te od tuda naziv za riječne brzake "Lachine Rapids" i grad Lachine u Quebecu.
Nakon dva dana provedena među stanovnicima Hochelaga, Cartier se vratio u Stadaconu 11. listopada. Ne zna se kada je točno odlučio da provede zimu 1535–1536 u Stadaconu, ali bilo je prekasno za povratak u Francusku. Cartier i njegovi ljudi su se pripremali za zimu jačajući utvrdu, skupljajući drvo za ogrjev i soleći ribu i divljač. Od sredine studenoga 1535. do sredine travnja 1536. flota je bila zamrznuta na ušću rijeke St. Charles. Među irokezima i francuzima izbio je skorbut. Prilikom posjeta Domagaya utvrdi, Cartier je od njega saznao za lijek za bolest, koji je spasio život 85 francuza i ekspediciju. U svibnju 1536. Cartier se odlučio na povratak u Francusku te je na put poveo poglavicu Donnaconu. U Saint-Malo su uplovili 15. srpnja 1536.

### Treće putovanje
Dana 17. listopada 1540., Franjo je naredio Jacquesu Cartieru da se vrati u Kanadu i da pomogne pothvatu kolonizacije. Međutim 15. siječnja 1541. Cartiera je istisnuo Jean-François de La Rocque de Roberval, hugenot i kraljev prijatelj, koji je postao vođa ekspedicije, dok je Cartier postao glavni navigator. Dok je Roberval čekao topništvo i zalihe, dopustio je Cartieru da otplovi ranije sa svojim brodovima. Dana 23. svibnja 1541. otišao je iz St-Maloa na svoje treće putovanje, s pet brodova. Ovoga puta cilj nije bio traženje puta do Orijenta, već potraga za "kraljevstvom Saguenay" i njegovim bogatstvom, te izgradnja trajnih naselja duž rijeke St. Lawrence. Nakon što se usidrio kod Stadacona, Cartier se sreo s Irokezima. Njihov broj i nedostatk radosti prilikom susreta zabrinuli su ga, te je odlučio graditi naselje nekoliko kilometara uzvodno, na mjestu današnjeg grada Cap-Rouge u Quebecu. Osuđenici i ostali kolonizatori su se iskrcali, zajedno s preživjelom stokom. Zasađeni su vrtovi, izgrađeno je utvrđeno naselje koje su nazvali Charlesbourg-Royal. Dodatna utvrda izgrađena je na stijeni iznad naselja radi bolje zaštite. Počeli su skupljati materijale za koje su mislili da su dijamanti i zlato, a bili su kristali kvarca i željezni pirit. Dva broda s tim materijalima su poslana u Francusku 2. rujna.
Nakon što je uspostavio naselje, Cartier je 7. rujna čamcima krenuo i izviđački pohod u potragu za "Saguenay". Nakon što je došao do Hochelaga, loše vrijeme i brojni brzaci spriječili su nastavak puta uz rijeku Ottawu. Po povratku u Charlesbourg-Royal, Cartier je pronašao zlokobnu situaciju. Irokezi nisu više dolazili u prijateljske posjete i nosili ribu i divljač, već se tumarali na zlokoban način. Zapisi o zimi 1541–1542 ne postoje. Podaci su pribavljeni iz detalja zapisa moreplovaca koji su se vratili kući. Čini se da su domoroci napali i ubili 35 naseljenika prije nego što su se uspjeli povući unutar utvrde. Iako je skorbut izliječen domaćim receptom (Thuja occidentalis infuzije), iščitava se dojam opće neimaštine i Cartierova uvjerenja da nema dovoljno ljudi da obrani utvrdu ili krene u potragu za kraljvestvom Saguenay.
Cartier je zaplovio prema Francuskoj rano u lipnju 1542., susrevši Robervala i njegove brodove duž obale Newfoundlanda, negdje u vrijeme kada je Roberval ostavio Marguerite de La Rocque na otoku. Iako je Roberval inzistirao da se vrati u Saguenay, a Cartier se je pod okriljem noć iskrao te nastavio prema Francuskoj uvjeren da njegov brod sadrži zlato i dijamante. 
U Francusku je stigao u listopadu. U međuvremenu Roberval je preuzeo zapovijedanje Charlesbourg-Royalom, koji je napušten 1543, nakon što su bolesti, loše vrijeme i napadi domorodaca otjerali naseljenike.

### Kasniji život
Cartier je ostatak život proveo u rodnom mjestu Saint-Malo na obilžnjem imanju gdje je često bio koristan kao tumač portugalskog jezika. Preminuo je u dobi od 65/66 1. rujna 1557. tijekom epidemije
moguće tifusa iako brojni izvori navode nepoznat uzrok smrti. Cartier je pokopan u katedrali St. Vincent.
Sve do 1605. godine nije bilo trajnih naselje europljana u Kanadi, kada je Samuel de Champlain osnovao Port Royal u današnjoj Victoria Beach izvan Annapolis Royala.

## Ostavština
Otkrivši ulaz u rijeku St. Lawrence na prvom putovanju, otvorio je najveći vodeni put za ulaz europljana u Sj. Ameriku. Napravio je dobre procjene resursa Kanade, prirodnih i ljudskih, iako je precijenio mineralna bogatstva. Iako su neki njegovi postupci prema indijancima bili nepošteni, pokušavao je uspostaviti prijateljske odnose, što je bilo neophodno za izgradnju naselja u indijanskoj zemlji.
Cartier je prvi zapisao ime Kanada, za područje oko rijeke St. Lawrence. Ime dolazi od riječi Huron-Iroquois "kanata" ili selo, što je pogrešno rastumačio kao domorodački naziv za novootkrivenu zemlju Cartier je nazvao "Canadiens" stanovnike (plemena Iroquoian) koje je susreo.